# Decepción kutatóállomás
A Decepción kutatóállomás (spanyolul: Base Decepción, nevének jelentése: csalódás) egy Argentínához tartozó időszakos kutatóállomás a Déli-Shetland-szigetekhez tartozó Csalódás-szigeten. Argentína úgy tekint rá, hogy Tűzföld tartomány Antártida Argentina megyéjéhez tartozik.
A sziget egy vulkáni kaldera maradványa, emiatt (nem teljesen záródó) gyűrű alakú. A bázis a gyűrű belső oldalán, a középponttól délnyugatra található a Május 1.-öböl déli partján a tenger szintje felett 8 méterrel. A sziget fumaroláinak köszönhetően gyakran ködbe burkolózik.

## Története
A sziget nevét valószínűleg (de nem bizonyítottan) a 19. század elején adta Fabian Gottlieb von Bellingshausen felfedező. Sokáig bálna- és fókavadászok használták, de a második világháború véget vetett ezeknek a tevékenységeknek. 1942. február 8-án Alberto J. Oddera fregattkapitány 1º de Mayo nevű hajója kötött itt ki, és elhelyezett egy üzenetet tartalmazó hengert a helyszínen. Ez volt az első üzenet, amellyel Argentína kifejezte szuverenitását egy Antarktiszhoz tartozó területen. Az állomás építése az 1947-es Antarktisz-kampány során kezdődött meg, felavatására 1948. január 25-én került sor.
Eredetileg csak meteorológiai állomás volt, de 1950-ben egy szeizmográfot, 1951-ben pedig egy ionoszféra-vizsgáló állomást is üzembe helyeztek. Egy kétszintes, nagy lakóház is felépült földrengésálló anyagokból, ám 1967. december 4-én egy vulkánkitörés miatt ki kellett üríteni. 1969-ben és 1970-ben újabb kitörések irányították a világ figyelmét a szigetre. Az 1969-es kitörés elpusztított egy temetőt is, ahova a 20. század elején körülbelül 40 norvég bálnavadászt temettek el. A helyszínen ma egy emléktábla látható. Ettől az időszaktól kezdve a korábbi lakóházat geológiai, vulkanológiai és paleomágnesességi kutatásokra használják. 1993-ban önálló vulkanológiai megfigyelőállomást létesítettek.

## Éghajlat
A bázison az átlaghőmérséklet -3 °C. 1955. január 19-én +10 °C-ot mértek, míg 1952. augusztus 21-én -30 °C-ot.
| Hónap                                                                                  | Jan. | Feb. | Már. | Ápr. | Máj. | Jún.  | Júl.  | Aug.  | Szep. | Okt. | Nov. | Dec. | Év   |
| -------------------------------------------------------------------------------------- | ---- | ---- | ---- | ---- | ---- | ----- | ----- | ----- | ----- | ---- | ---- | ---- | ---- |
| Átlagos max. hőmérséklet (°C)                                                          | 2,0  | 2,0  | 1,0  | 0,0  | −2,0 | −5,0  | −6,0  | −5,0  | −3,0  | 0,0  | 0,0  | 2,0  | −1,2 |
| Átlaghőmérséklet (°C)                                                                  | 1,0  | 1,0  | 0,0  | −2,0 | −4,0 | −7,0  | −8,0  | −8,0  | −5,0  | −2,0 | −1,0 | 0,0  | −2,9 |
| Átlagos min. hőmérséklet (°C)                                                          | 0,0  | 0,0  | −1,0 | −4,0 | −7,0 | −10,0 | −11,0 | −11,0 | −8,0  | −5,0 | −3,0 | −1,0 | −5,1 |
| Forrás: Időjárási adatok (angol nyelven). Weatherbase. (Hozzáférés: 2017. október 18.) |      |      |      |      |      |       |       |       |       |      |      |      |      |